# Stine Pilgaard
Stine Pilgaard (født 27. marts 1984 i Vejlby-Risskov ved Aarhus) er en dansk forfatter.

## Liv
Stine Pilgaard blev student fra Risskov Gymnasium i 2003 og studerede derefter dansk og medievidenskab ved Aarhus Universitet. Hun blev bachelor i 2007 og blev året efter optaget på Forfatterskolen i København. Her afsluttede hun uddannelsen i 2010 og fortsatte danskstudierne ved Københavns Universitet hvorfra hun blev cand. mag. i 2012.
Hendes debutroman Min mor siger fra 2012 blev godt modtaget af kritikerne og hun vandt Bodil og Jørgen Munch-Christensens debutantpris for bogen. Romanen er også udkommet i Norge og Island.
Hun har modtaget Weekendavisens litteraturpris 2020 og De Gyldne Laurbær 2020 for sin roman Meter i sekundet. Bogen fik flere steder gode anmeldelser.  Bogen blev filmatiseret med Hella Joof som instruktør og filmen havde premiere i 2023.

## Udgivelser
- Er der en læge til stede? Forfatterskolens afgangsantologi, 2010
- Min mor siger, roman, Samleren, 2012
- Lejlighedssange, roman, Samleren, 2015
- Meter i sekundet, roman, Gutkind, 2020